# チャコリクガメ
チャコリクガメ（Chelonoidis petersi）は、爬虫綱カメ目リクガメ科ナンベイリクガメ属に分類されるカメ。

## 分布
アルゼンチン北部、パラグアイ西部、ボリビア南東部

## 形態
最大甲長25センチメートルとナンベイリクガメ属最小種。背甲はややドーム状に盛り上がる。後部縁甲板の外縁は鋸状に尖るが、老齢個体では消失する。背甲の色彩は灰褐色や黄褐色、褐色で、孵化直後からある甲板（初生甲板）は淡色、甲板の継ぎ目（シーム）が暗色の個体が多い。腋下甲板と鼠蹊甲板はやや小型。腹甲の色彩は黄褐色で、楔形の暗色斑が入る個体もいる。
頭部は中型。前肢は頑丈で穴を掘るのに適し、大型鱗で覆われる。尾の先端には鉤状の大型鱗がある。頭部や四肢、尾の色彩は黄褐色。

## 分類
種小名petersiはWilliam K. H. Petersへの献名。
詳細な比較検討が行われず記載されたため、C. petersiはパンパリクガメ（C. chilensis、旧和名チャコリクガメ）のシノニムと考えられていた。後に行われた調査により旧チャコリクガメの南北個体群では、分布が隔絶されており生息環境が異なることが判明した。そのため旧チャコリクガメの南部個体群のみをパンパリクガメとし、北部個体群を本種として独立種とする説が有力とされる。一方で本種をパンパリクガメの亜種とする説もある。

## 生態
標高1,500メートル以下にある主に温帯夏雨気候の砂漠や半砂漠、藪や低木が点在する平原などに生息する。和名や英名Chacoはグランチャコに生息することに由来する。地面に浅い穴や深い穴を掘って巣穴にし、温度の高低、乾燥、野焼きなどを防ぐ。一部個体群は冬季に巣穴で休眠する。
食性は植物食で、草（オオバコ科）、果実、多肉植物などを食べる。
繁殖形態は卵生。雨期の初めに交尾を行う。オス同士は、メスを巡って頭部や前肢などに噛みつきあって争う。雨期の終わりに卵を産むと考えられている。卵から孵化した幼体は翌年か翌々年の雨期に地表に現れる。

## 人間との関係
食用とされることがある。
開発や野焼き、家畜による生息地の破壊、食用やペット用の乱獲などにより生息数は減少している。アルゼンチンからの輸出は停止しているが、野生個体が密輸されることもあり摘発例もある。
ペットとして飼育されることもあり、日本にも輸入されている。1980年代まではアルゼンチン産の野生個体が大量に流通していた。近年はアメリカ合衆国やウルグアイ、チェコなどで飼育下繁殖が行われ、飼育下繁殖個体や養殖個体（卵を採集し飼育下で孵化させた）の幼体が少数流通する。